# Beata Szydlo
Beata Maria Szydło (nascuda Beata Kusińska, Oświęcim, 15 d'abril de 1963) és una etnòloga i política polonesa. És vicepresidenta del partit Dret i Justícia i va dirigir les campanyes presidencials i parlamentàries en les eleccions del 2015. Amb la victòria del seu partit a les enquestes, Beata Szydlo va ser designada Primera ministra. Ocupà el càrrec entre 2015 i 2017.

## Biografia
Va néixer a Oświęcim (en alemany: Auschwitz) i va créixer a prop de Brzeszcze, on el seu pare era un miner. Es va graduar a la Universitat Jagellònica de Cracòvia el 1989. Va ser elegida alcaldesa de Gmina Brzeszcze a l'edat de 35 anys. Va ser elegida al Sejm (Parlament Polonés) el 25 de setembre de 2005 aconseguint 14.447 vots dins el districte 12 Chrzanów, com a candidata de la llista del partit Dret i Justícia.
En la convenció del partit Dret i Justícia del 20 de juny de 2015 es va anomenar Beata Szydlo com a candidata a Primer ministre de Polònia per les eleccions generals de 2015.

### Primera ministra
El seu partit va guanyar amb el 37,6% dels vots contra el partit governant Plataforma Cívica que va obtenir el 24,1% dels vots. Beata Szydło fou designada Primera ministra substituint a Ewa Kopacz. El desembre de 2017, es va veure obligada a dimitir com a primera ministra després que Jarosław Kaczyński, el president de Dret i Justícia, li retirés la confiança per continuar com a candidat principal a les eleccions del partit al Sejm. La seva dimissió va ser acceptada pel president Andrzej Duda, que al mateix temps va designar el seu adjunt, Mateusz Morawiecki, com a nou primer ministre.

### Després de primera ministra
Mateusz Morawiecki va prendre possessió tres dies després, i immediatament va nomenar a Szydło el seu viceprimer ministre.

## Vida personal
Beata Szydło està casada amb Edward Szydło i tenen dos fills.